# FC Milsami Orhei
 FC Milsami Orhei is een Moldavische voetbalclub uit Orhei.
De club werd opgericht in 1997 als FC Viitorul. Ze werd in 2009 kampioen in de Divizia A. In 2010 werd de naam gewijzigd in  FC Milsami Orhei.

## Erelijst
Divizia Națională
Winnaar in 2015, 2025
Divizia A
Winnaar in 2009
Moldavische voetbalbeker
Winnaar in 2012, 2018
Moldavische Supercup
Winnaar in 2012 en 2019

## Eindklasseringen vanaf 2006
| 4 |

| 3 |

| 7 |

| 1 |

| 8 |

| 3 |

| 4 |

| 4 |

| 6 |

| 1 |

| 6 |

| 3 |

| 2 |

| 2 |

| 5 |

| 3 |

| 3 |

| 4 |

| 4 |

| 1 |

| Divizia Națională | Divizia A | Divizia B |

## In Europa
FC Milsami Orhei speelt sinds 2011 in diverse Europese competities. Hieronder staan de competities en in welke seizoenen de club deelnam:
- Champions League (2x)

2015/16, 2025/26
- Europa League (7x)

2011/12, 2012/13, 2013/14, 2015/16, 2017/18, 2018/19, 2019/20
- Conference League (5x)

2021/22, 2022/23, 2023/24, 2024/25, 2025/26
Bălți ·
FC Dacia Buiucani ·
Milsami ·
Petrocub · 
Politehnica Chișinău ·
Sheriff · 
CSF Spartanii Sportul ·
Zimbru